# Маньяй, Альсидес
Альсидес Хавьер Маньяй Кастро (исп. Alcides Javier Mañay Castro; 18 января 1925, по другим данным 1927, Монтевидео — неизвестно) — уругвайский футболист, полузащитник.

## Карьера
Альсидел Маньяй родился в районе Саяго в Монтевидео. Он начал карьеру в клубе «Ориенталь». С 1945 по 1948 год Альсидес играл за клуб «Дефенсор Спортинг». В 1950 году Маньяй перешёл в колумбийский клуб «Кукута Депортиво», подписавший контракты с восемью уругвайскими футболистами. В 1951 году Альсидес, который перестал попадать в стартовый состав команды, покинул «Депортиво» и перешёл в венесуэльский клуб «Дос Каминос». Летом 1953 года Маньяй перешёл в клуб «Канн». Там он играл два сезона, проведя 26 матчей в чемпионате Франции и две встречи в кубке страны.
После завершения игровой карьеры, Маньяй стал тренером. Он работал с клубами «XV ноября» Пирасикаба, Нороэсте и «Комерсиал».

## Международная статистика
| Матчи Альсидеса Маньяя за сборную Уругвая | Матчи Альсидеса Маньяя за сборную Уругвая | Матчи Альсидеса Маньяя за сборную Уругвая | Матчи Альсидеса Маньяя за сборную Уругвая | Матчи Альсидеса Маньяя за сборную Уругвая | Матчи Альсидеса Маньяя за сборную Уругвая | Матчи Альсидеса Маньяя за сборную Уругвая |
| ----------------------------------------- | ----------------------------------------- | ----------------------------------------- | ----------------------------------------- | ----------------------------------------- | ----------------------------------------- | ----------------------------------------- |
| №                                         | Дата                                      | Место проведения                          | Оппонент                                  | Счёт                                      | Голы                                      | Турнир                                    |
| 1                                         | 15 августа 1945                           | Буэнос-Айрес                              | Аргентина                                 | 2:6                                       | −                                         | Кубок Ньютона                             |
| 2                                         | 16 января 1946                            | Буэнос-Айрес                              | Чили                                      | 1:0                                       | −                                         | Чемпионат Южной Америки                   |
| 3                                         | 29 января 1946                            | Авельянеда                                | Боливия                                   | 5:0                                       | −                                         | Чемпионат Южной Америки                   |
| 4                                         | 29 марта 1947                             | Сан-Паулу                                 | Бразилия                                  | 0:0                                       | −                                         | Кубок Рио-Бранко                          |